# Treis-Sants-en-Ouche
Treis-Sants-en-Ouche est une commune nouvelle française résultant de la fusion — au 1er janvier 2019 — des communes de Saint-Aubin-le-Vertueux, Saint-Clair-d'Arcey et Saint-Quentin-des-Isles, située dans le département de l'Eure, en région Normandie.

## Géographie

### Hydrographie
La commune est située dans le bassin Seine-Normandie. Elle est drainée par la Charentonne, le fossé 01 de la commune de Jonquerets-de-Livet et divers autres petits cours d'eau,.
La Charentonne, d'une longueur de 63 km, prend sa source dans la commune de Saint-Evroult-Notre-Dame-du-Bois et se jette  dans la Risle à Nassandres sur Risle, après avoir traversé 16 communes.

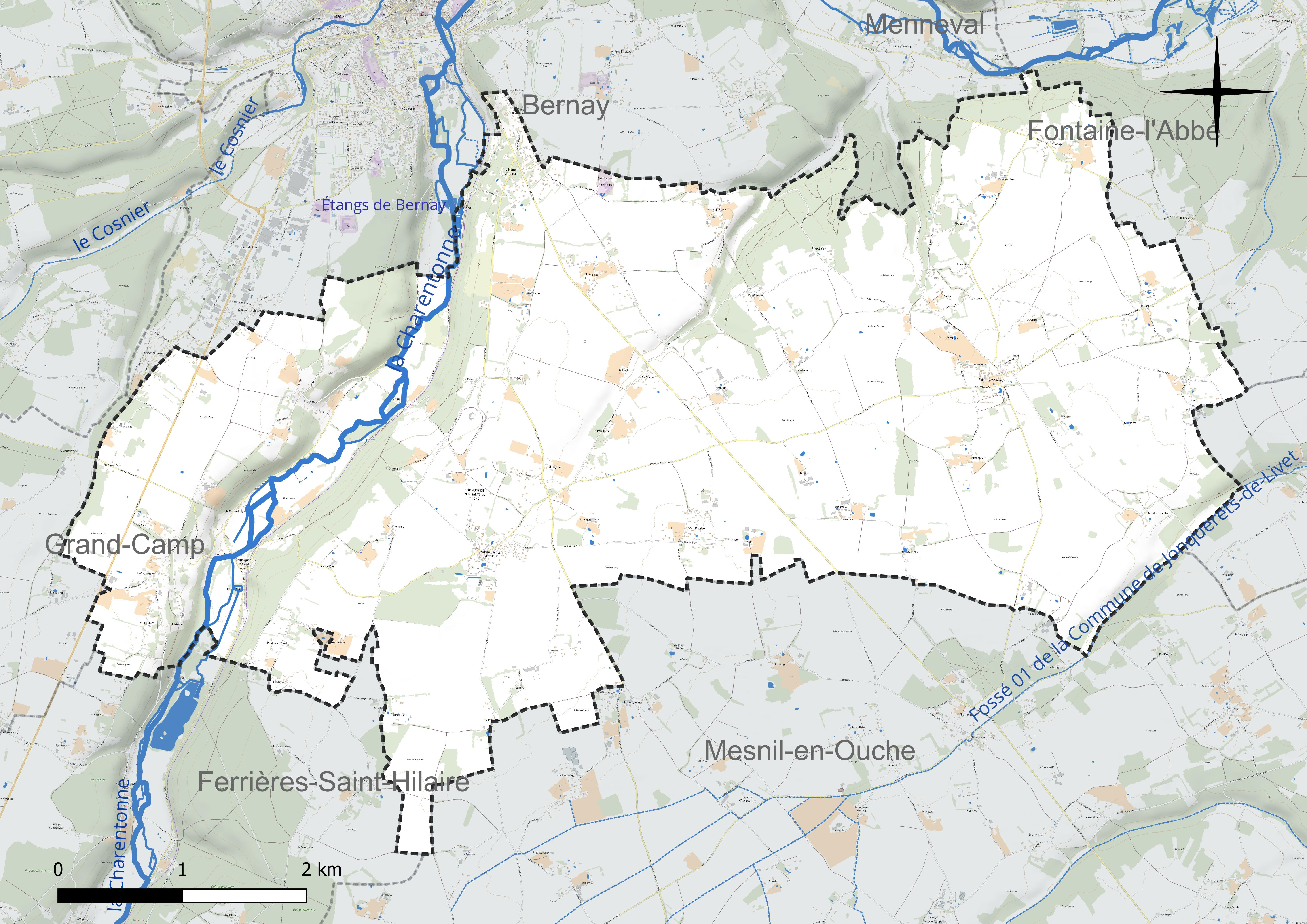
Réseau hydrographique de Treis-Sants-en-Ouche.

### Climat
Pour des articles plus généraux, voir Climat de la Normandie et Climat de l'Eure.
En 2010, le climat de la commune est de type climat océanique dégradé des plaines du Centre et du Nord, selon une étude du CNRS s'appuyant sur une série de données couvrant la période 1971-2000. En 2020, Météo-France publie une typologie des climats de la France métropolitaine dans laquelle la commune est exposée à un climat océanique et est dans la région climatique Côtes de la Manche orientale, caractérisée par un faible ensoleillement (1 550 h/an) ; forte humidité de l’air (plus de 20 h/jour avec humidité relative > 80 % en hiver), vents forts fréquents. Parallèlement le GIEC normand, un groupe régional d’experts sur le climat, différencie quant à lui, dans une étude de 2020, trois grands types de climats pour la région Normandie, nuancés à une échelle plus fine par les facteurs géographiques locaux. La commune est, selon ce zonage, exposée à un « climat contrasté des collines », correspondant au Pays d’Auge, Lieuvin et Roumois, moins directement soumis aux flux océaniques et connaissant toutefois des précipitations assez marquées en raison des reliefs collinaires qui favorisent leur formation.
Pour la période 1971-2000, la température annuelle moyenne est de 10,2 °C, avec  une amplitude thermique annuelle de 13,9 °C. Le cumul annuel moyen de précipitations est de 780 mm, avec 12,3 jours de précipitations en janvier et 8,4 jours en juillet. Pour la période 1991-2020, la température moyenne annuelle observée sur la station météorologique la plus proche, située sur la commune de Bernay à 4 km à vol d'oiseau, est de 10,9 °C et le cumul annuel moyen de précipitations est de 666,9 mm,. Pour l'avenir, les paramètres climatiques de la commune estimés pour 2050 selon différents scénarios d’émission de gaz à effet de serre sont consultables sur un site dédié publié par Météo-France en novembre 2022.

## Urbanisme

### Typologie
Au 1er janvier 2024, Treis-Sants-en-Ouche est catégorisée commune rurale à habitat dispersé, selon la nouvelle grille communale de densité à 7 niveaux définie par l'Insee en 2022.
Elle est située hors unité urbaine. Par ailleurs la commune fait partie de l'aire d'attraction de Bernay, dont elle est une commune de la couronne,. Cette aire, qui regroupe 36 communes, est catégorisée dans les aires de moins de 50 000 habitants,.

## Toponymie
Ce néo-toponyme traduit en normand la fusion des trois communes fondatrices : treis en normand veut dire « trois » ; sants en normand signifie « saints » (les trois communes portent en effet chacune le nom d’un saint) et les trois se situent également dans le pays d'Ouche. D'où le sens global de « trois saints en pays d’Ouche ».

## Histoire
La commune est créée au 1er janvier 2019 par un arrêté préfectoral du 25 septembre 2018. Saint-Aubin-le-Vertueux en est le chef-lieu.

## Politique et administration

### Liste des maires
| Période        | Période  | Identité      | Étiquette | Qualité |
| -------------- | -------- | ------------- | --------- | ------- |
| 1 janvier 2019 | En cours | Marc Descamps | SE        |         |

### Communes déléguées
| Nom                             | Code Insee | Intercommunalité                       | Superficie (km2) | Population (dernière pop. légale) | Densité (hab./km2) |
| ------------------------------- | ---------- | -------------------------------------- | ---------------- | --------------------------------- | ------------------ |
| Saint-Aubin-le-Vertueux (siège) | 27516      | CC Intercom Bernay Terres de Normandie | 15,12            | 859 (2016)                        | 57                 |
| Saint-Clair-d'Arcey             | 27523      | CC Intercom Bernay Terres de Normandie | 11,61            | 342 (2016)                        | 29                 |
| Saint-Quentin-des-Isles         | 27600      | CC Intercom Bernay Terres de Normandie | 4                | 224 (2016)                        | 56                 |

### Rattachement électoral
À la suite du décret du 5 mars 2020 la commune nouvelle est entièrement rattachée au canton de Bernay.

## Démographie
L'évolution du nombre d'habitants est connue à travers les recensements de la population effectués dans la commune depuis sa création.

En 2022, la commune comptait 1 334 habitants, en évolution de −6,39 % par rapport à 2016 (France hors Mayotte : +2,11 %).
| 2015  | 2020  | 2022  |
| ----- | ----- | ----- |
| 1 432 | 1 386 | 1 334 |

## Culture locale et patrimoine

### Héraldique
| [[Image:\|Blason à dessiner\|100px]] | Blason  | Tiercé en pairle renversé: au 1er d'azur à deux rivières d'or, au 2e d'azur à trois molettes d'or, au 3e d'azur à la source d'or surmontée d'une amphore du même; au chevron de gueules chargé de deux léopards d'or armés et lampassés d'azur, l'un au-dessus de l'autre, brochant sur la partition. |
| [[Image:\|Blason à dessiner\|100px]] | Détails | Différences entre dessin et blasonnement. Les léopards passants sont ceux du drapeau de la Normandie, repris du blason de l’Eure. La partition en tiercé en pairle renversé permet de ne pas mettre une commune au-dessus de l’autre tout en montrant l’unité signifiée par le même fond d’azur. La répartition des communes déléguées est basée sur la répartition géographique, Saint-Quentin-des-Isles à l’Ouest, Saint-Clair-d’Arcey à l’Est et Saint-Aubin-le-Vertueux entre les deux précédents territoires. Les charges sur le blason sont d’or signifiant la richesse que chacune des communes déléguées apporte avec elle. - Pour Saint-Quentin-des-Isles, les deux rivières sont le rappel des rivières qui passent au milieu de ce territoire, la Charentonne et la rivière souterraine, cela représente aussi le tourisme que la vallée de la Charentonne peut apporter à toute la commune nouvelle. - Pour Saint-Clair-d’Arcey, les trois molettes sont le rappel du blason de la famille de Malleville à qui appartenait le manoir de 1666 à 1730, cela représente aussi l’importance de l’Histoire qui fait de chacune des communes déléguées leur entité et qui permet aujourd’hui de construire ensemble de nouveaux projets. - Enfin pour Saint-Aubin-le-Vertueux, la source surmontée de l’amphore symbolise le captage d’eau et le château d’eau situé sur ce territoire et qui alimente l’adduction d’eau potable de plusieurs communes aux alentours de celui-ci, cela représente aussi les liens importants entre la commune nouvelle et ses habitants mais également les liens avec d’autres communes et d’autres populations. Utilisé depuis le 1er janvier 2020. |